# Euploea kadu
Euploea kadu är en fjärilsart som beskrevs av Johann Friedrich von Eschscholtz 1821. Euploea kadu ingår i släktet Euploea och familjen praktfjärilar. Inga underarter finns listade i Catalogue of Life.